# Iron Will
Iron Will – czwarty album studyjny szwedzkiego zespołu muzycznego Grand Magus. Wydawnictwo ukazało się 9 czerwca 2008 roku nakładem wytwórni muzycznej Rise Above Records. Nagrania zostały zarejestrowane w Studio Ramtitam w Szwecji. 

## Lista utworów
Opracowano na podstawie materiału źródłowego.
| Nr | Tytuł utworu                     | Długość |
| -- | -------------------------------- | ------- |
| 1. | „Like the Oar Strikes the Water” | 03:13   |
| 2. | „Fear Is the Key”                | 03:31   |
| 3. | „Hövding” (utwór instrumentalny) | 00:39   |
| 4. | „Iron Will”                      | 05:01   |
| 5. | „Silver into Steel”              | 04:15   |
| 6. | „The Shadow Knows”               | 05:35   |
| 7. | „Self Deceiver”                  | 04:49   |
| 8. | „Beyond Good and Evil”           | 05:15   |
| 9. | „I Am the North”                 | 09:01   |
|    |                                  | 41:19   |

## Twórcy
Opracowano na podstawie materiału źródłowego.
| Zespół Grand Magus w składzie - Mats „Fox Skinner” Heden – gitara basowa - Janne „JB” Christoffersson – gitara, wokal prowadzący - Sebastian „Seb” Sippola – perkusja |  | Inni - Arik Roper – okładka, oprawa graficzna - Oneman – produkcja muzyczna, miksowanie, mastering, dodatkowe instrumenty |

## Listy sprzedaży
| Lista  | Kraj    | Pozycja |
| ------ | ------- | ------- |
| Oricon | Japonia | 231     |